# Richard Pieper
Richard Pieper (* 9. April 1923 in Hannover; † 6. August 1985 in Halle/Saale) war ein deutscher Gewerkschafter (FDGB) und Politiker (SED). Er war Vorsitzender des FDGB-Bezirksvorstandes Halle.

## Leben
Pieper, Sohn eines Bauarbeiters, besuchte die Volksschule und erlernte den Beruf des Maurers. Anschließend war er im Beruf tätig. 1942 wurde er zur Wehrmacht eingezogen. Zwischen 1943 und 1948 war er in Nordafrika, den USA und in Frankreich in alliierter Kriegsgefangenschaft.
Nach seiner Rückkehr 1948 war er zunächst in Merseburg wieder als Maurer tätig. 1951/52 studierte er am Institut für Berufsschullehrerausbildung Halle. Anschließend war er von 1952 bis 1960 als Berufsschullehrer in Merseburg, Teuchern und an der Berufsschule des VEB Leuna-Werke „Walter Ulbricht“ tätig. 1951 wurde er Mitglied der SED. Von 1959 bis 1961 war er Abteilungsleiter in der Betriebsakademie Leuna-Werke „Walter Ulbricht“, von 1961 bis 1963 Sekretär der SED-Grundorganisation an der Technischen Hochschule für Chemie Leuna-Merseburg. Zwischen 1963 und 1967 wirkte er als Sekretär bzw. Leiter der Ideologischen Kommission der SED-Kreisleitung Leuna.
Von 1967 bis 1971 fungierte er als Vorsitzender des Kreisvorstandes Leuna der IG Chemie, Glas und Keramik. Vom 10. Mai 1968 (7. FDGB-Kongress) bis 22. April 1981 war er Mitglied des Präsidiums des FDGB-Bundesvorstandes. Von 1971 bis 22. Dezember 1980 war er Vorsitzender des FDGB-Bezirksvorstandes Halle und Sekretariatsmitglied der SED-Bezirksleitung Halle. Er trat aus gesundheitlichen Gründen zurück.
Er arbeitete noch kurze Zeit als Bezirksdirektor der Staatlichen Versicherung in Halle und ging vorzeitig in den Ruhestand. Pieper starb nach langer schwerer Krankheit im Alter von 62 Jahren und wurde er auf dem Friedhof in Halle-Dölau bestattet.

## Auszeichnungen
- Fritz-Heckert-Medaille in Silber (1972) und in Gold
- Vaterländischer Verdienstorden in Bronze (1973) und in Silber (1978)[3]